# Dżazirat at-Timsah

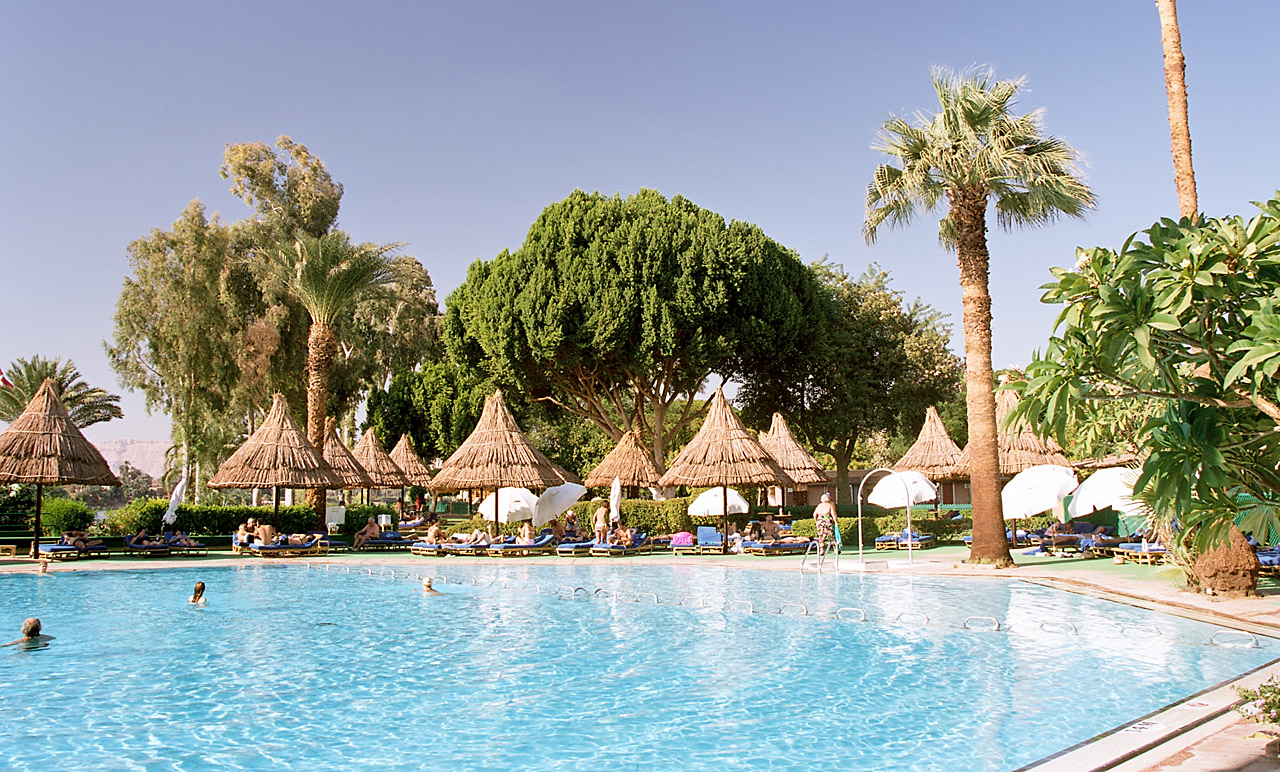
Wyspa Krokodylowa

Dżazirat at-Timsah (arab. بجزيرة التمساح Wyspa Krokodylowa; جزيرة العوامية, Jazīrat al ‘Awwāmīyah, Wyspa Królów) – jedna z wysp na Nilu, w południowej części Luksoru w Egipcie, na południe od Dżazirat al-Mauz.
Wyspa jako całość zajęta jest przez hotel Mövenpick i przebywanie na niej podlega opłacie. Znajduje się tam m.in. mały ogród zoologiczny.